# Erzbistum Jakarta

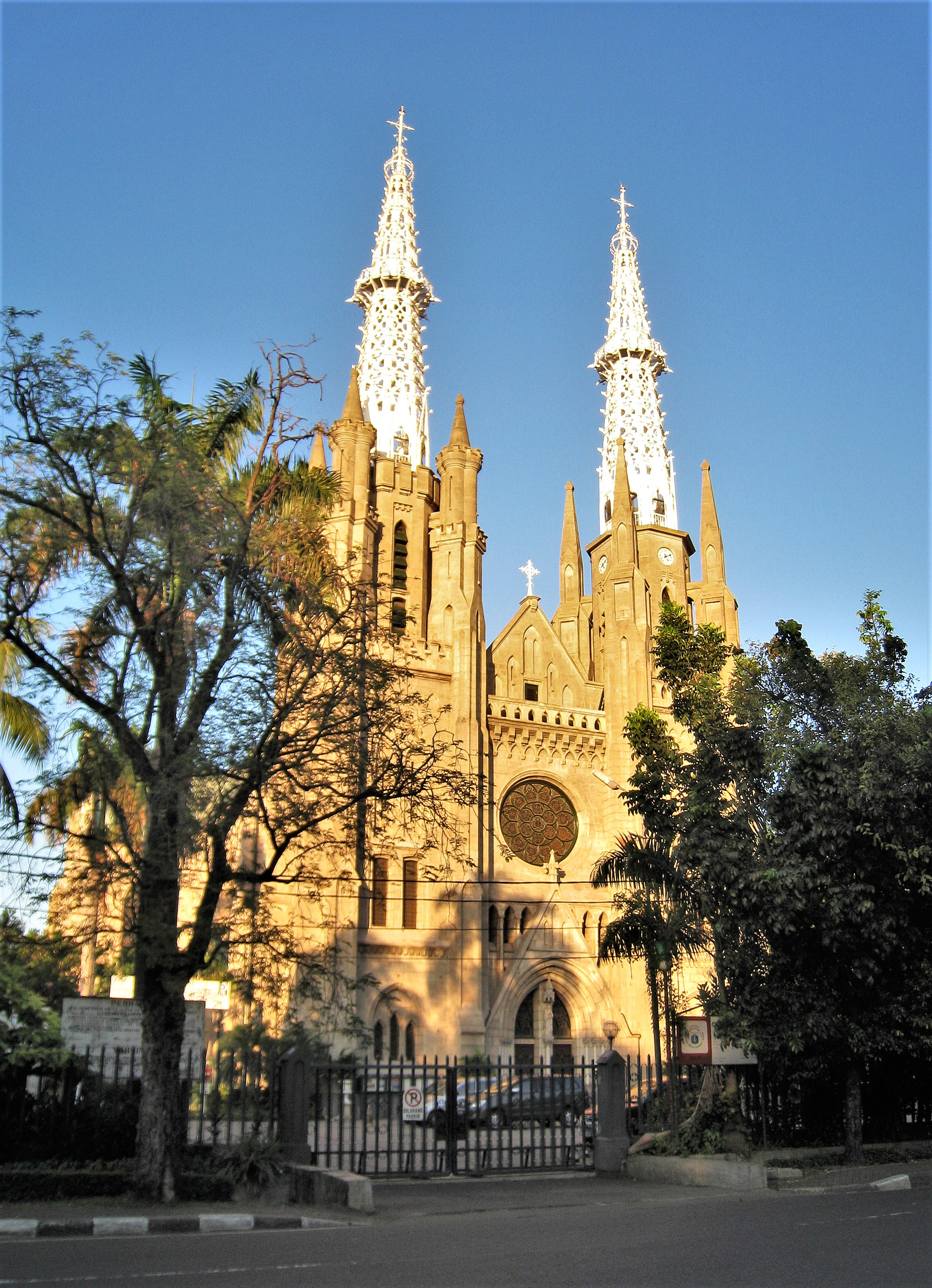
Katedral Santa Maria Diangkat ke Surga

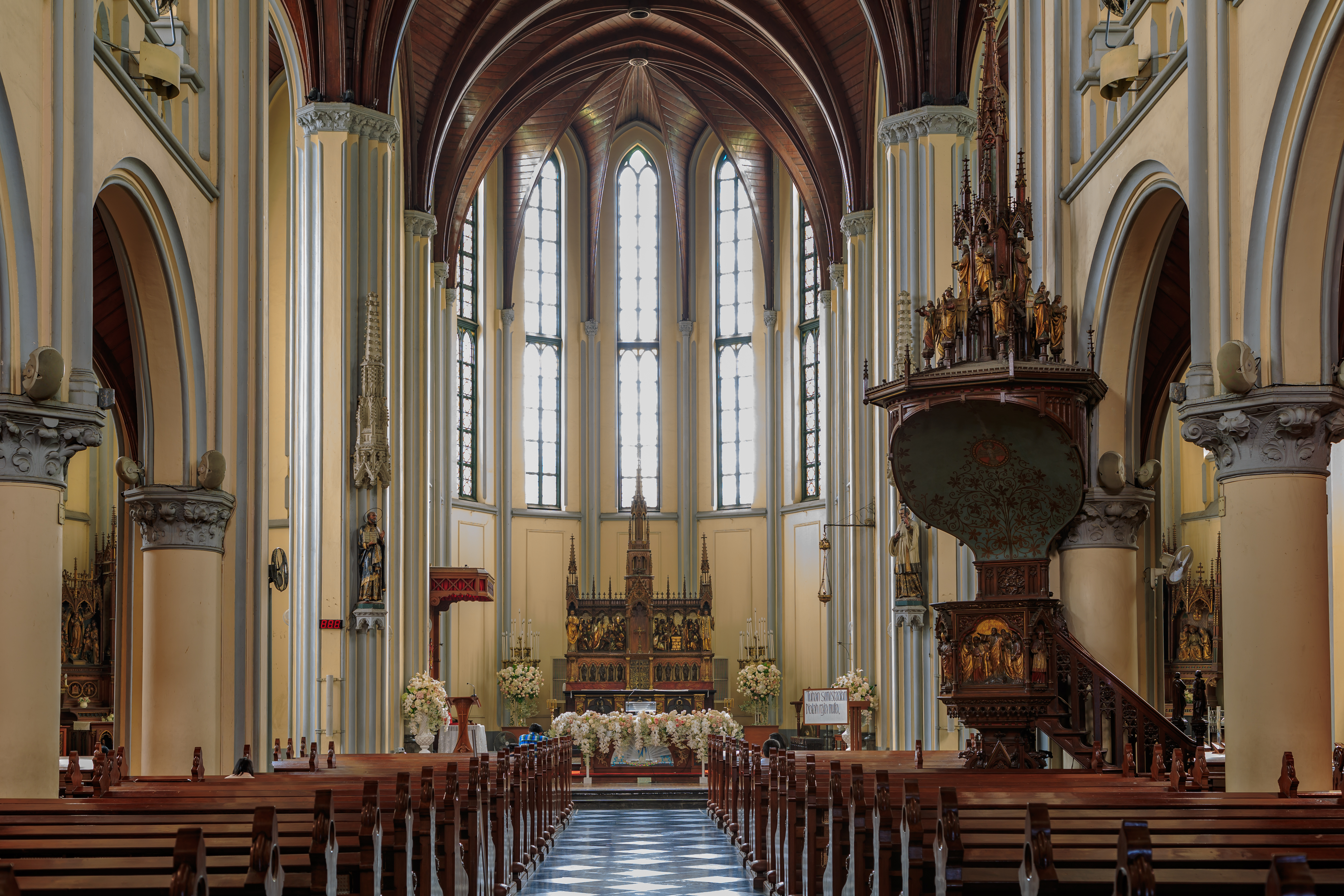
Kathedrale Jakarta, Innenansicht

Das Erzbistum Jakarta (lateinisch Archidioecesis Giakartana, indonesisch Keuskupan Agung Jakarta) ist ein römisch-katholisches Erzbistum mit Sitz in Jakarta in Indonesien.

## Geschichte
Im Jahr 1807 teilten der König von Holland Louis Bonaparte und der Papst Pius VII. die Niederländischen Kolonien in drei kirchlichen Territorien, darunter zwei in der Karibik und das dritte in Ostindien mit Sitz in Batavia. Im folgenden Jahr wurde der erste Apostolische Präfekt ernannt, aber die Apostolische Präfektur Batavia wurde de facto erst im Jahre 1826 aus Gebietsabtretungen der Apostolischen Präfektur Bourbon gegründet.
Am 3. April 1841 wurde die Apostolische Präfektur zu einem Apostolischen Vikariat erhoben. Am 7. Februar 1950 nahm es den Namen Apostolisches Vikariat Djakarta an. Am 3. Januar 1961 wurde es in den Rang eines Metropolitanerzbistums erhoben.
Teile seines Territoriums verlor es zugunsten der Errichtung folgender Bistümer:
- 4. September 1855 an die Apostolische Präfektur Labuan und Borneo;
- 11. Februar 1905 an die Apostolische Präfektur Niederländisch-Borneo;
- 30. Juni 1911 an die Apostolische Präfektur Sumatra;
- 16. September 1913 an die Apostolische Präfektur Kleine Sunda-Inseln;
- 19. November 1919 an die Apostolische Präfektur Celebes;
- 27. April 1927 an die Apostolische Präfektur Malang;
- 15. Februar 1928 an die Apostolische Präfektur Surabaia;
- 20. April 1932 an die Apostolische Präfektur Bandung;
- 25. April 1932 an die Apostolische Präfektur Purwokerto;
- 25. Juni 1940 an das Apostolische Vikariat Semarang;
- 9. Dezember 1948 an die Apostolische Präfektur Sukabumi.

## Ordinarien

### Apostolische Präfekten von Batavia
- Jacobus Nelissen (1808–1817)
- Lambertus Prinsen (1817–1830)
- Johannes Scholten (1831–1841)

### Apostolische Vikare von Batavia
- Johannes Scholten (1841–1842)
- Jacobus Grooff (1842–1846)
- Petrus Maria Vrancken (4. Juni 1847–28. Mai 1874)
- Adam C. Claessens (16. Juni 1874–23. Mai 1893)
- Walterus Staal SJ (23. Mai 1893–10. Juli 1897)
- Edmondo Luypen SJ (21. Mai 1898–2. Mai 1923)
- Antonio Pietro Francesco van Velsen SJ (26. Januar 1924–1934)
- Peter Johannes Willekens SJ (23. Juli 1934–7. Februar 1950)

### Apostolischer Vikare von Djakarta
- Peter Johannes Willekens SJ (7. Februar 1950–1952)
- Adrianus Djajasepoetra SJ (18. Februar 1953–3. Januar 1961)

### Erzbischöfe von Djakarta
- Adrianus Djajasepoetra SJ (3. Januar 1961–21. Mai 1970)
- Leo Soekoto SJ (21. Mai 1970–22. August 1973)

### Erzbischöfe von Jakarta
- Leo Soekoto (22. August 1973–30. Dezember 1995)
- Julius Riyadi Kardinal Darmaatmadja SJ (11. Januar 1996–28. Juni 2010)
- Ignatius Kardinal Suharyo Hardjoatmodjo (seit 28. Juni 2010)

## Statistik
| Jahr | Bevölkerung | Bevölkerung | Bevölkerung | Priester   | Priester           | Priester         | Priester               | Ständige Diakone | Ordensleute | Ordensleute | Pfarreien |
| Jahr | Katholiken  | Einwohner   | %           | Gesamtzahl | Diözesan- priester | Ordens- priester | Katholiken je Priester | Ständige Diakone | männlich    | weiblich    | Pfarreien |
| ---- | ----------- | ----------- | ----------- | ---------- | ------------------ | ---------------- | ---------------------- | ---------------- | ----------- | ----------- | --------- |
| 1950 | 29.379      | 3.500.000   | 0,8         | 57         | 1                  | 56               | 515                    |                  | 54          | 256         | 12        |
| 1970 | 59.846      | 6.500.000   | 0,9         | 100        | 8                  | 92               | 598                    |                  | 133         | 306         |           |
| 1980 | 148.034     | 7.545.421   | 2,0         | 133        | 8                  | 125              | 1.113                  | 1                | 218         | 337         | 33        |
| 1990 | 288.052     | 10.233.300  | 2,8         | 168        | 27                 | 141              | 1.714                  |                  | 261         | 402         | 40        |
| 1998 | 374.777     | 10.579.800  | 3,5         | 229        | 30                 | 199              | 1.636                  |                  | 407         | 568         | 51        |
| 2002 | 411.036     | 11.279.332  | 3,6         | 277        | 45                 | 232              | 1.483                  |                  | 393         | 583         | 53        |
| 2013 | 481.655     | 12.751.000  | 3,8         | 345        | 65                 | 280              | 1.396                  |                  | 467         | 622         | 63        |